# 宋端儀
宋端儀（1447年—？），字孔時，福建興化府莆田縣人，民籍，明朝政治人物。

## 生平
福建鄉試第七名舉人。成化十七年（1481年）中式辛丑科二甲第三名進士。授禮部主事。進主客員外郎，貢使獻禮，均不納。隨後以按察僉事督廣東學校，卒於任。。

## 著作
宋端儀因感慨建文朝忠臣湮沒無聞，曾整理建文遺事，作成《革除錄》，是當時最早的記錄靖難之役的資料。

## 家族
曾祖宋寓；祖父宋勸，訓導；父宋汝勤，助教。母吳氏
。